# دیون، آلبرتا
دیون، آلبرتا (به انگلیسی: Devon, Alberta) یک منطقهٔ مسکونی در کانادا است که در لدوس، آلبرتا واقع شده‌است. دیون ۶٬۵۷۸ نفر جمعیت دارد و ۷۰۹ متر بالاتر از سطح دریا واقع شده‌است.